# Probsteizella (Naturschutzgebiet)
Das am 23. März 1961 ausgewiesene Naturschutzgebiet Probsteizella befindet sich beim gleichnamigen Hof Probsteizella im Naturpark Eichsfeld-Hainich-Werratal im Norden des Wartburgkreises zwischen den Orten Falken und Frankenroda entlang der Werra.

## Natur
Es verfügt über heute über eine Gesamtfläche von 26,9 ha und hat die Registernummer 27 in der Liste der Thüringer Naturschutzgebiete im Wartburgkreis.
Der tiefe Flusseinschnitt zeigt die gesamte stratigraphische Abfolge des Muschelkalk zwischen der Wellenkalkfolge im Talgrund über Anhyditfolge im Oberhang und der Hauptmuschelkalkfolge auf dem Bergplateau. Der von fortschreitender Erosion gestaltete Felshang zeigt häufig Steinschlag, daher ist beim Befahren der am Steilhang entlangführenden Straße, ein Abschnitt des Werratal-Radweges, immer Vorsicht geboten.
Bereits im Mittelalter war das Gebiet der Falkener Klippen im Zentrum des Naturschutzgebietes eine imposante Landmarke mit bis zu 50 Meter hohen, zerklüfteten Felswänden. Unterhalb von Probsteizella befindet sich die Bauernkanzel – ein markanter Felsvorsprung, auf dem 1525 zur Teilnahme am Bauernkrieg aufgerufen wurde.
Das fast vollständig bewaldete Gebiet wird überwiegend von Orchideen-Buchenwald bewachsen. Der sehr steile Westhang trägt Blaugras-Buchenwald, am Rand der Felsen mit wärmeliebenden Saumgesellschaften und Zwergmispel-Gebüsch. Unterhalb der Felsen zeigt der Wald Anklänge an einen Eschen-Ahorn-Schatthangwald („Schluchtwald“). Im Gebiet wachsen seltene, wärmeliebende Pflanzenarten wie z. B. Schwalbenwurz, Pfirsichblättrige Glockenblume, Blutroter Storchschnabel und Straußblütige Wucherblume. Der Wald ist reich an Mehlbeeren und Elsbeeren, darunter auch die seltene Kleinart Spitzlappige Mehlbeere (Sorbus acutisecta). In der Felswand brütet in manchen Jahren der Uhu.

## Galerie

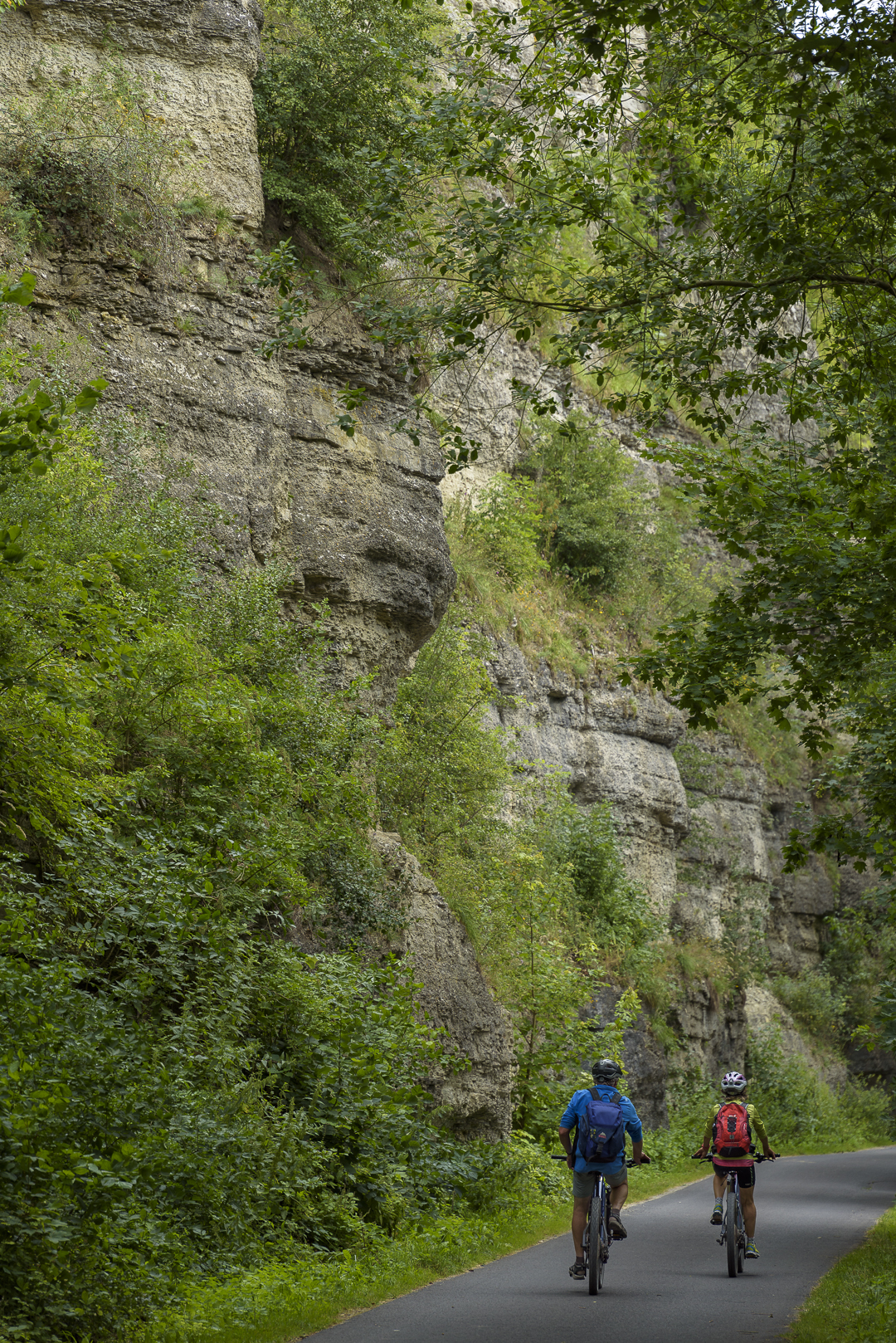
Felswand der Falkener Klippen
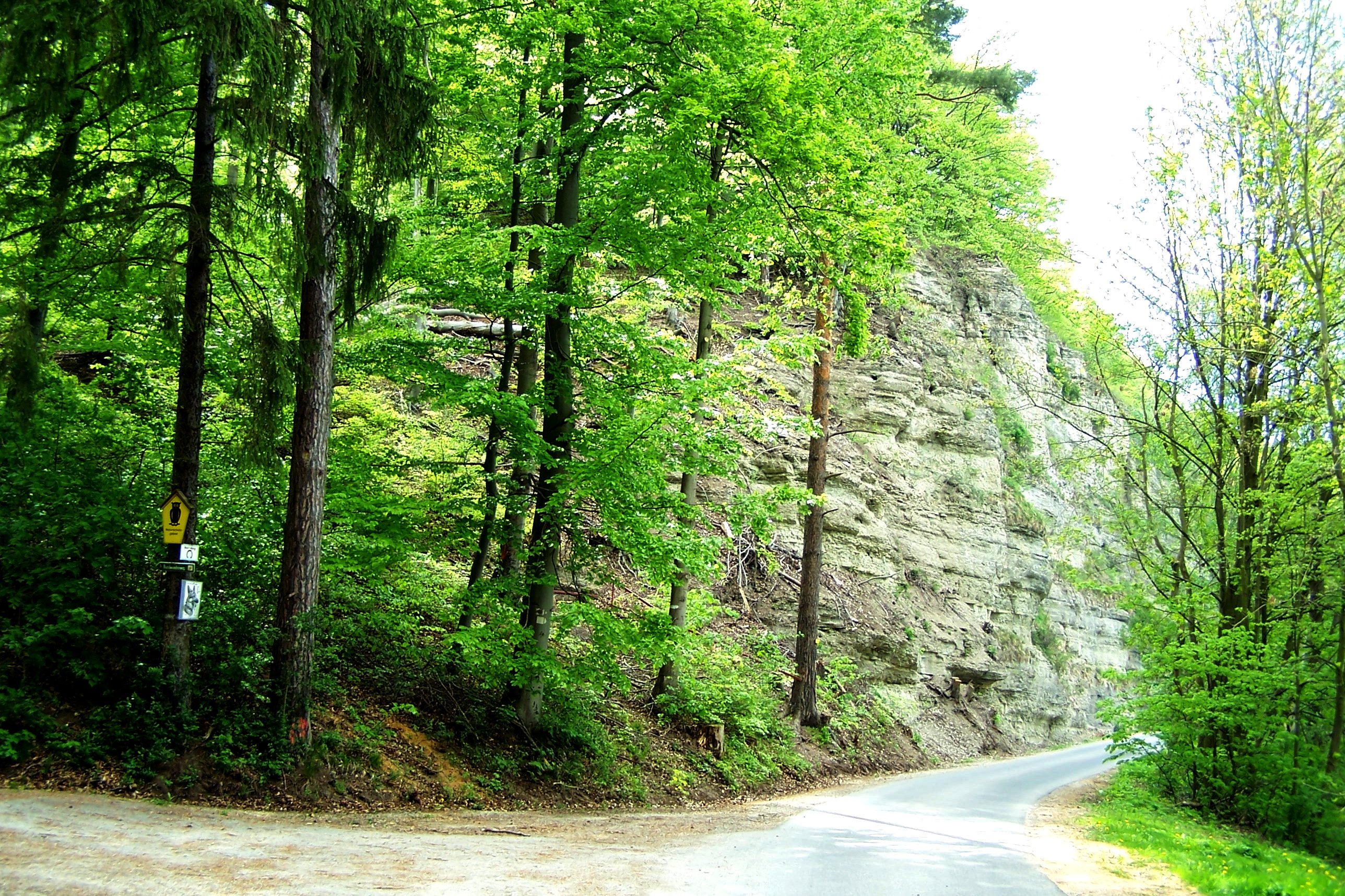
Am Eingang des Ziegentales
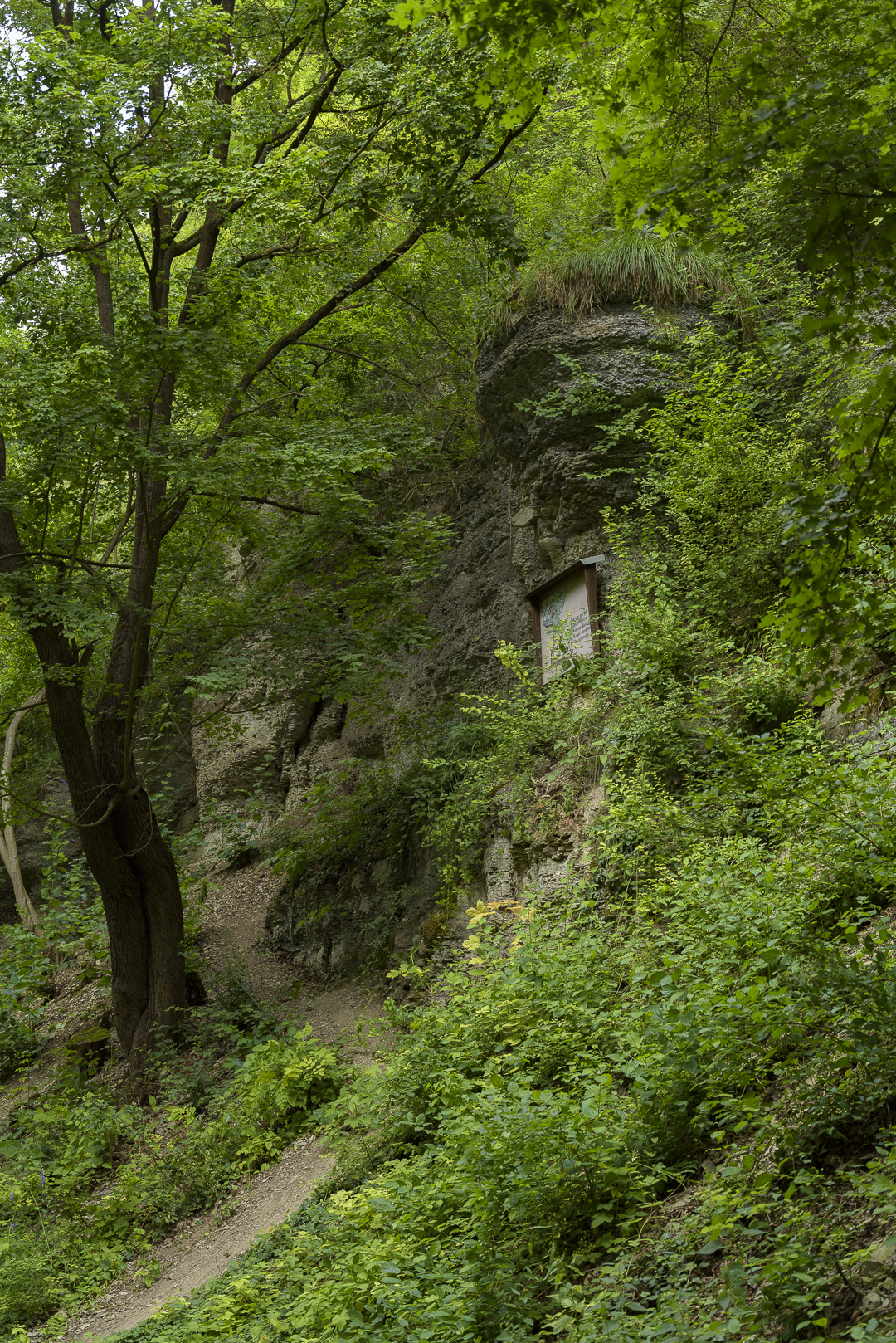
Die Bauernkanzel
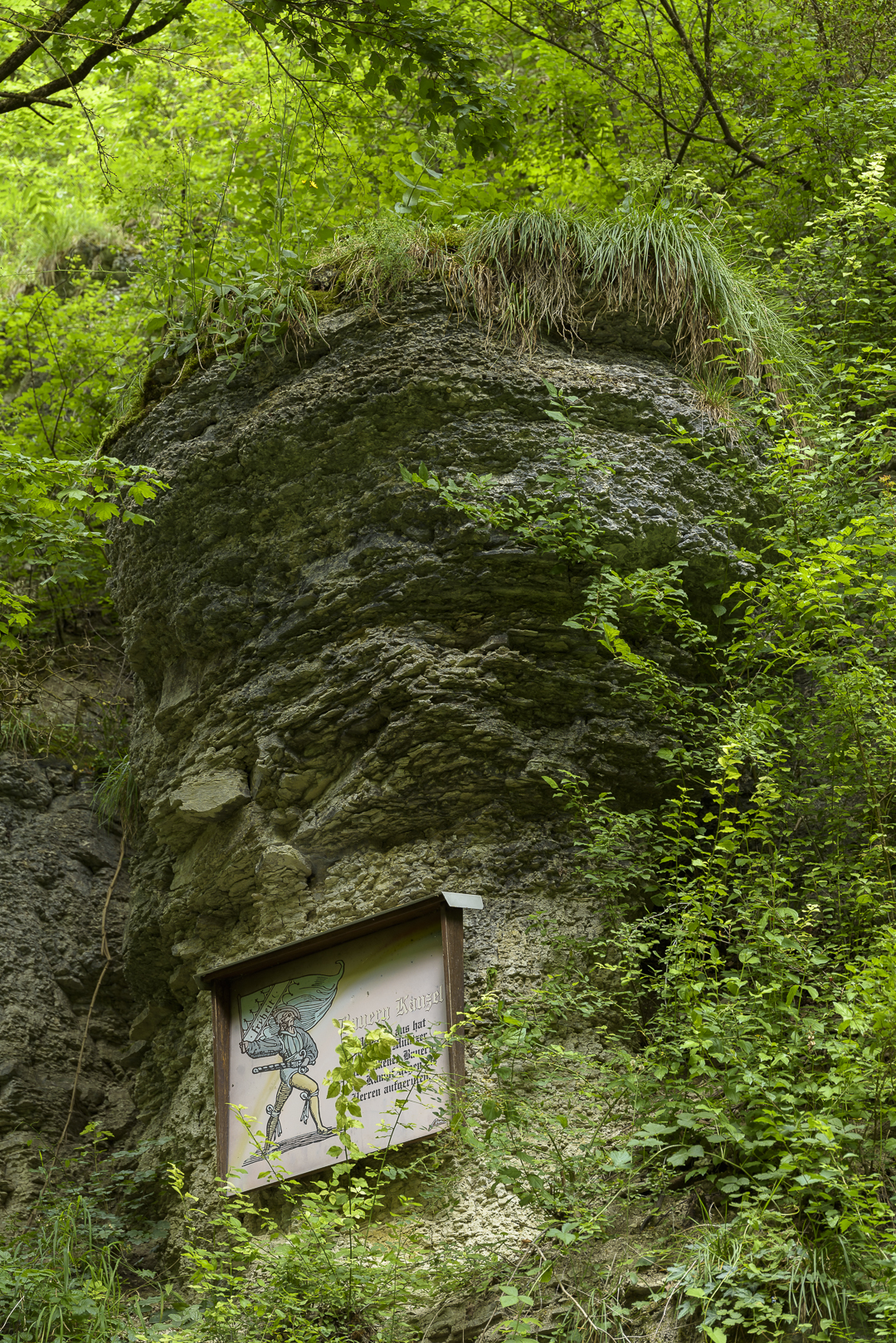
Detailaufnahme der Bauernkanzel
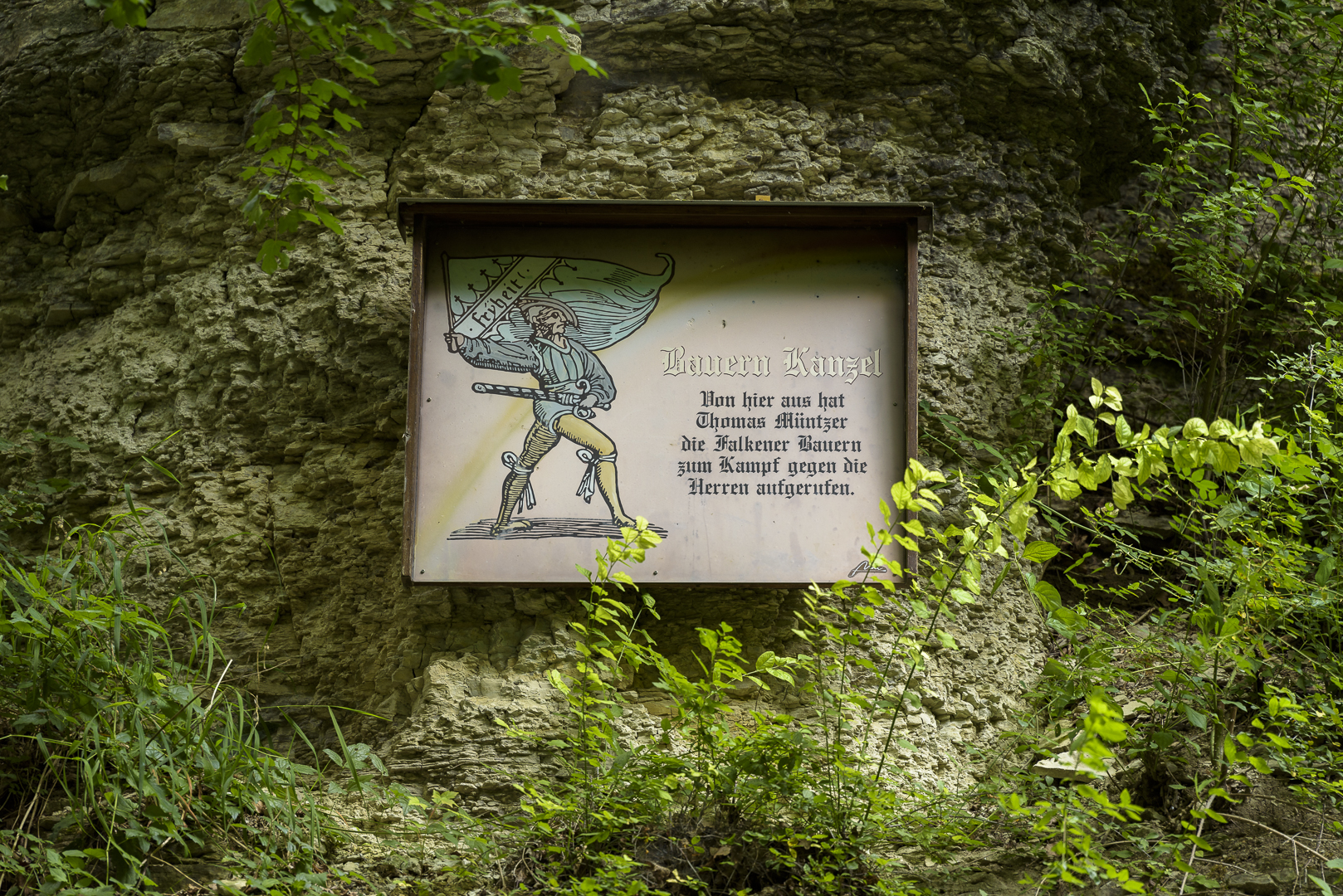
Hinweistafel an der Bauernkanzel
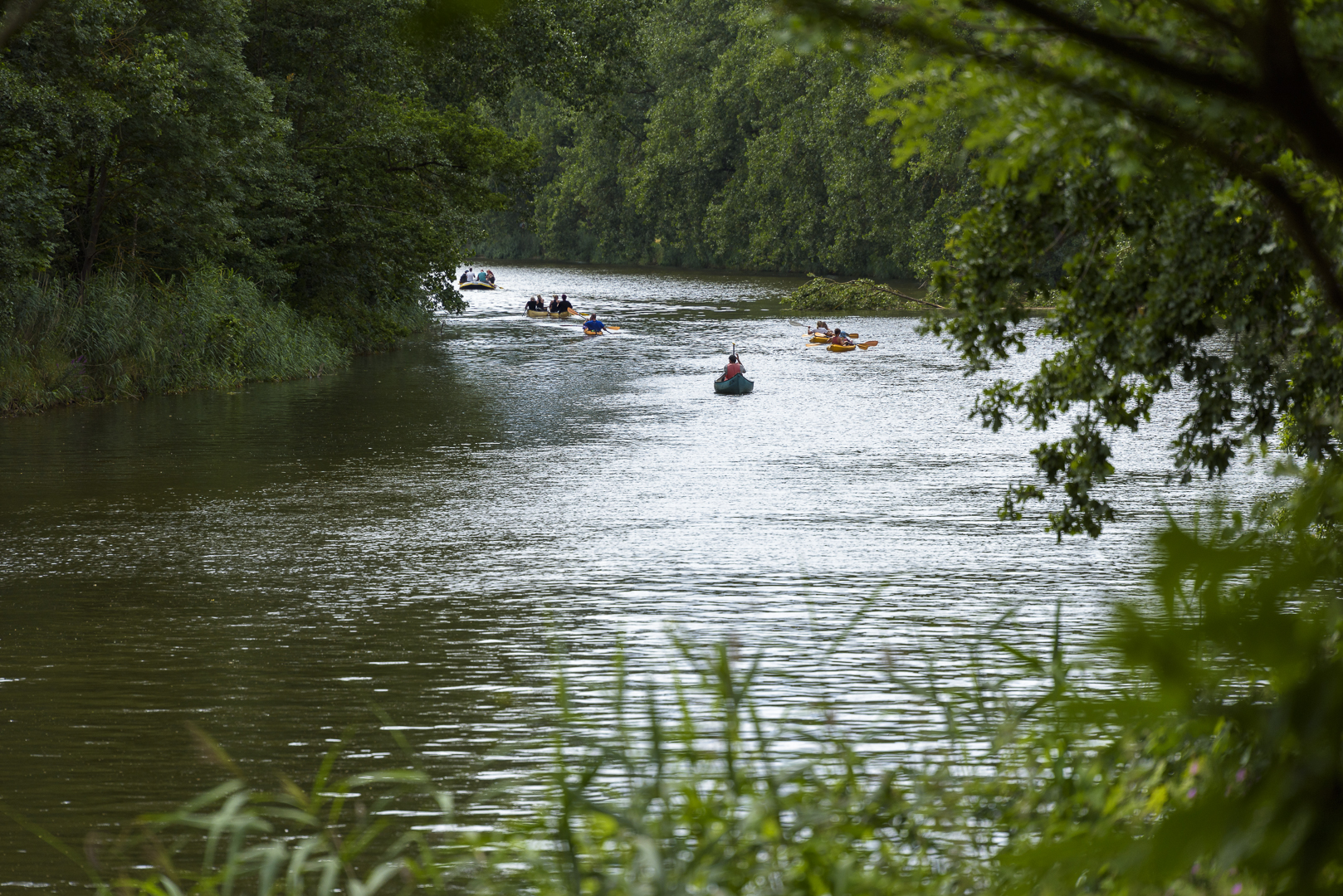
Die Werra entlang des Naturschutzgebietes Probsteizella